# Vill så gärna tro
Vill så gärna tro (auf Deutsch etwa: Würde es so gerne glauben..., englischer Titel Want So Much To Believe) ist eine schwedische Filmromanze aus dem Jahre 1971. Gunnar Höglund schrieb, drehte und produzierte den Film.
Der Film wurde bei einem Festival in Stockholm am 4. September 1971 uraufgeführt. Die Rolle des Komponisten Robert wird vom US-amerikanischen Popsänger Johnny Nash gespielt, der auch den Soundtrack für den Film einspielte. Auf dem Soundtrack ist u. a. auch der jamaikanische Reggaemusiker Bob Marley auf der Gitarre zu hören, der sich damals in Schweden aufhielt und zwei Jahre später in Europa den internationalen Durchbruch schaffte.

## Inhalt
Die schwedische Flugbegleiterin Lillemor verliebt sich in den US-amerikanischen Komponisten Robert, der ihr Lehrer beim Jazzballett ist. Da Robert afroamerikanischen Ursprungs ist, ist die Beziehung von Anfang an kompliziert.  Gegen Ende schwimmen sie zusammen in den Ferien auf den Kanaren, am Tage, bevor Robert zurück in die USA muss, um seinen Militärdienst zu absolvieren. Er versichert jedoch Lillemor, danach zu ihr und ihrem Sohn, über den Robert viel nachdenkt, zurückzukehren.